# Берслинген
Берслинген (њем. Börslingen) општина је у њемачкој савезној држави Баден-Виртемберг. Једно је од 55 општинских средишта округа Алб-Донау-Крајс. Према процјени из 2010. у општини је живјело 178 становника. Посједује регионалну шифру (AGS) 8425022.

## Географски и демографски подаци
Берслинген се налази у савезној држави Баден-Виртемберг у округу Алб-Донау-Крајс. Општина се налази на надморској висини од 560 метара. Површина општине износи 6,3 km². У самом мјесту је, према процјени из 2010. године, живјело 178 становника. Просјечна густина становништва износи 28 становника/km².